# Fundação Alexander Onassis

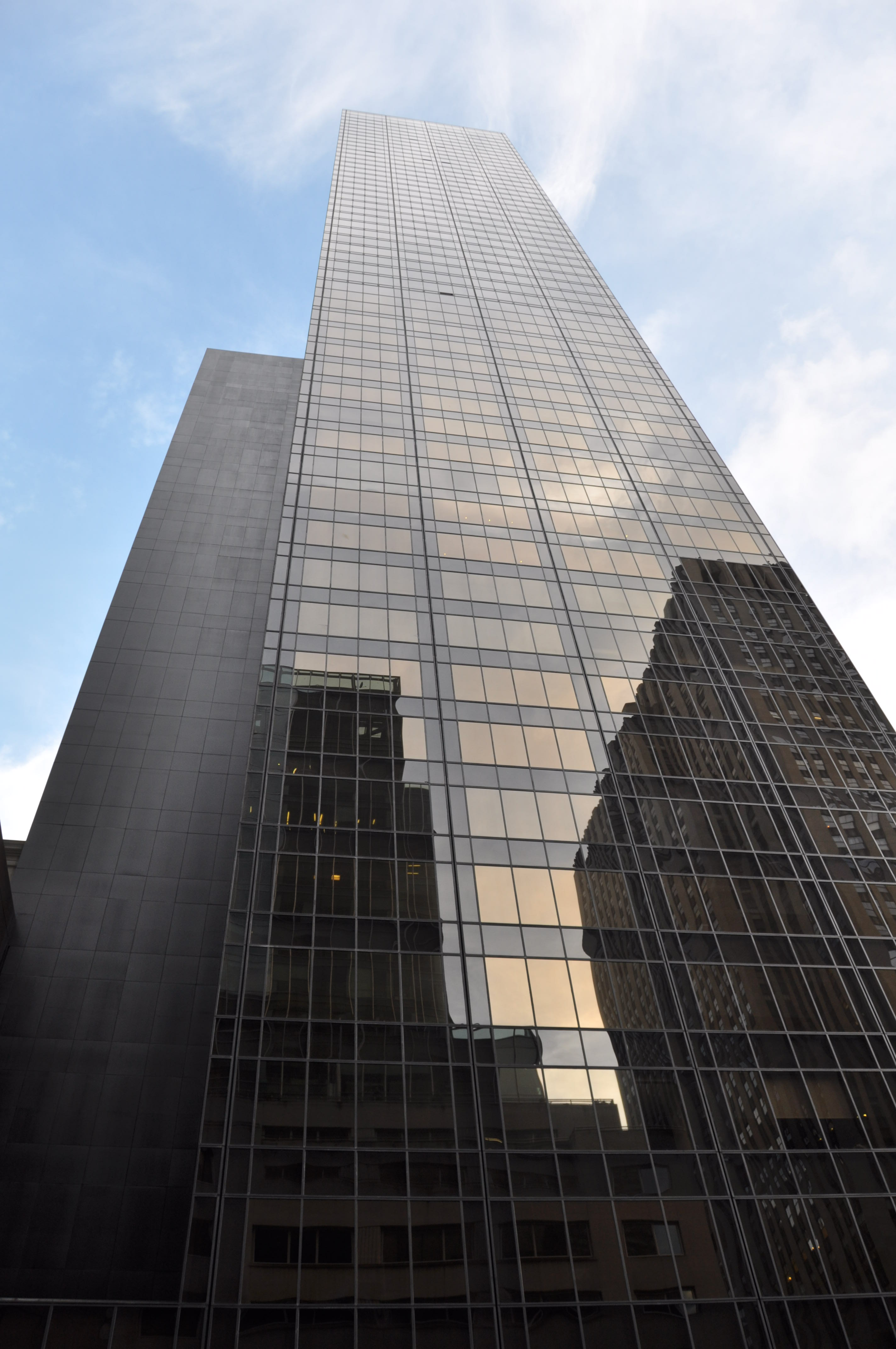
Prédio onde funciona o Centro Cultural Onassis, em Nova Iorque.

A Fundação Alexander Onassis (em inglês Alexander S. Onassis Public Benefit Foundation) é uma fundação privada de benefício público, criada pelo empresário grego Aristóteles Onassis. Sediada em Liechtenstein, a fundação tem um conselho de diretores formado por nove membros.
Ao morrer em 1975, Aristóteles Onassis deixou escrito em seu testamento seu desejo de criar uma fundação nomeada a partir de seu filho, Alexander Onassis, falecido em um acidente aéreo dois anos antes, e para a qual doaria metade de sua fortuna.
A missão da fundação é disseminar informação sobre a civilização helênica ao redor dos Estados Unidos e do Canadá. Através de cooperações com universidades, faculdades e instituições de artes na Grécia e na América do Norte, ela promove relações culturais bilaterais. Funciona por meio do Centro Cultural Onassis e pelo Programa de Palestras Universitárias.